# Jean Berger (Komponist)
Jean Berger, geboren als Artur Schloßberg (* 27. September 1909 in Hamm; † 28. Mai 2002 in Aurora, Colorado) war ein deutschamerikanischer Pianist, Komponist, Musikwissenschaftler und Musikerzieher.

## Leben
Berger wurde als Sohn eines jüdischen Kaufmanns in Hamm geboren. Die Familie zog im Jahr 1919 von Hamm nach Mannheim. Ab 1928 studierte Berger Musikwissenschaft an den Universitäten Heidelberg, Wien und bei Louis Aubert in Paris. Zeitgleich begann er als Begleitpianist und Dirigent zu arbeiten. Er wurde 1932 bei Heinrich Besseler in Heidelberg promoviert mit der Arbeit Die italienische Sonata für mehrere Instrumente im 17. Jahrhundert. Noch 1932 nahm er eine Stelle als Assistenz-Dirigent am Nationaltheater Mannheim an. Noch vor der Machtergreifung musste er als bei der öffentlichen Hand angestellter Jude Repressalien hinnehmen.
Von 1933 bis 1939 lebte er in Paris, um Komposition zu studieren und reiste viel als Dirigent und Begleitpianist. In Frankreich änderte er auch seinen Namen. Unter dem neuen Namen Jean Berger tourte er als Begleitpianist durch Europa und den Nahen Osten.  Von 1939 bis 1941 war er Assistant Conductor beim Städtischen Theater in Rio de Janeiro und am brasilianischen Konservatorium und tourte durch Südamerika.
Seit 1941 lebte er in den USA, dorthin war er auf einer Tournee mit einer brasilianischen Sängerin gereist. Schon 1942 leistete er den Wehrdienst in der US-Army, 1943 wurde er dann US-Bürger. Er arbeitete im Office of War Information und produzierte dort bis 1946 fremdsprachige Radiosendungen und Shows für die United Service Organizations. Von 1946 bis 1948 arrangierte er Radiosendungen für CBS und NBC und reiste als Konzertbegleiter.
1948 wechselte er zurück in die akademische Welt und übernahm eine Stelle am Middlebury College, Middlebury, Vermont, die er bis 1959 behielt. Von 1959 bis 1961 arbeitete er an der University of Illinois at Urbana-Champaign. Von 1961 bis 1966 lehrte er an der University of Colorado at Boulder und dann am Colorado Women’s College, Denver, Colorado von 1968 bis 1971. Seit 1970 hielt er weltweit Vorträge über verschiedene Aspekte amerikanischer Musik und widmete sich der Komposition für Chor-Ensembles und Solostimme.
Im Jahr 2002 starb Berger an einem Hirntumor.

## Zitat
„Die Musik, die er für Chöre schrieb, war wichtig. Jeder Chorleiter im Alter über 40 hat viele seiner Werke aufgeführt.“